# Герб Хажина
Герб Ха́жина — офіційний символ села Хажин Бердичівського району Житомирської області), затверджений 17 травня 2011 р. рішенням № 58 VII сесії Хажинської сільської ради VI скликання.

## Опис
На зеленому полі срібний символ атома, який супроводжується навколо сімома срібними трояндами з золотими серединками й чашолистками. На золотій главі щита червоне колесо, обабіч якого по одній лазуровій восьмипроменевій зірці. Щит розміщений на золотому картуші, верхня половина якого еклектична, а нижня утворена з колосків, унизу якого на золотій стрічці чорними літерами — «Хажин», під стрічкою чорними цифрами — «1611». Щит увінчаний золотою сільською короною.
Автори — В. Сватула, Н. Семенюк.